# Brachythrix
Brachythrix é um género botânico pertencente à família Asteraceae.